# چارلز بوت
چارلز بوت (انگلیسی: Charles Booth; ۱۵ اوت ۱۸۶۹ – سپتامبر ۱۸۹۸) ورزشکار فوتبال اهل پادشاهی متحد بریتانیای کبیر و ایرلند بود.
از باشگاه‌هایی که در آن بازی کرده‌است می‌توان به باشگاه فوتبال ولورهمپتون واندررز، باشگاه فوتبال آرسنال، و باشگاه فوتبال گینزبورو ترینیتی اشاره کرد.